# 阿尔沃莱亚斯
阿尔沃莱亚斯，是西班牙安达卢西亚自治区阿尔梅里亚省的一个市镇。 总面积66km2, 总人口1727人（2001年），人口密度26人/km2。